# Ганс Клатт
Ганс Клатт (нім. Hans Klatt; 2 червня 1914, Кіль — 15 грудня 1978) — німецький офіцер-підводник, капітан-лейтенант крігсмаріне.

## Біографія
5 квітня 1935 року вступив на флот. З лютого 1941 року — 1-й вахтовий офіцер на підводному човні U-557. В листопаді-грудні пройшов курс командира човна. З 22 січня по 1 жовтня 1942 року — командир підводного човна U-606. В жовтні 1942 року переданий в розпорядження 11-ї флотилії, в грудні 1942 року — 2--го адмірала підводного флоту. З січня 1943 року — офіцер бази 3-ї флотилії в Ла-Рошелі. З серпня 1944 по 8 травня 1945 року — командир роти полку «Цапп» в Ла-Рошелі.

## Звання
- Кандидат в офіцери (5 квітня 1935)
- Морський кадет (25 вересня 1935)
- Фенріх-цур-зее (1 липня 1936)
- Оберфенріх-цур-зее (1 січня 1938)
- Лейтенант-цур-зее (1 жовтня 1938)
- Оберлейтенант-цур-зее (1 жовтня 1939)
- Капітан-лейтенант (1 листопада 1942)

## Нагороди
- Медаль «За вислугу років у Вермахті» 4-го класу (4 роки)